# Þórður hreða Kåreson
Þórður hreða Kåreson (n. 900) fue un caudillo vikingo, hersir de Moster, reino de Hordaland. Hijo del legendario Horda-Kåre, y miembro de la influyente dinastía de los Giskeätten. Es el personaje principal de Saga Þórðar hreðu, donde se menciona que Þórðr hreða era un gran guerrero que escapó de Noruega tras un homicidio, y establecerse en Islandia.
Siguiendo patrones literarios como la saga de Egil Skallagrímson o la saga de Njál, en contraposición con las sagas caballerescas, Þórður aparece como un gran guerrero, jefe indiscutible de los ejércitos bajo su mando y superior a los jarls en muchas facetas que, cuando era necesario, se defendía de los ataques simultáneos de sus enemigos. Þórður también aparece como un maestro artesano que construye y decora salones en Flatatunga (Skagafjörður), y en otros lugares, como Hrafnagil en Eyjafjörður y Höfði en Höfðaströnd.

## Herencia
Las sagas escandinavas mencionan que es el padre de Klypp Thordsson.